# Ola Wærhaug
Ola Wærhaug (n. 24 decembrie 1937, Comuna Skedsmo, Akershus, Norvegia) este un biatlonist ce a reprezentat Norvegia, medaliat olimpic. A participat la trei ediții ale Jocurilor Olimpice (1960, 1964, 1968) în care a câștigat o medalie de argint.